# ألبرت خوركيرا
ألبرت خوركيرا، (بالإسبانية: Albert Jorquera) من مواليد 3 مارس 1979 في بسكانو في إسبانيا، لاعب كرة قدم إسباني (حارس مرمى).
بدأ مسيرته الكروية مع الفريق الثالث في نادي برشلونة في موسم 1998/1999، وفي موسم 1999/2000 لعب مع رديف برشلونة، وفي موسم 2000/2001 انتقل إلى نادي كويتا، وفي موسم 2001/2002 انتقل إلى نادي ماتارو، وشارك معهم في 31 مباراة، وفي موسم 2002/2003 انتقل إلى رديف برشلونة، ولعب معهم 17 مباراة، ومنذ عام 2003 وهو يلعب مع نادي برشلونة.

## روابط خارجية
- ألبرت خوركيرا على موقع قاعدة بيانات كرة القدم.إي يو (الإنجليزية)
- ألبرت خوركيرا على موقع بيانات كرة القدم. دي إي (الألمانية)
- ألبرت خوركيرا على موقع Soccerway.com (الإنجليزية)
- ألبرت خوركيرا على موقع عالم كرة القدم.نت (الإنجليزية)
- ألبرت خوركيرا على موقع كووورة